# Anthony New
Anthony New (* 1747 im Gloucester County, Colony of Virginia; † 2. März 1833 bei Elkton, Kentucky) war ein US-amerikanischer Politiker. Zwischen 1793 und 1823 vertrat er mehrfach die Bundesstaaten Virginia und Kentucky im US-Repräsentantenhaus.

## Werdegang
Das genaue Geburtsdatum sowie der Geburtsort von Anthony New sind unbekannt. Nach der Grundschule studierte er die Rechtswissenschaften und arbeitete danach als Anwalt. Während des Unabhängigkeitskrieges war er Oberst in der Kontinentalarmee. Nach dem Krieg begann er zunächst in Virginia eine politische Laufbahn. Er war Anhänger von Thomas Jefferson und wurde Mitglied der von diesem gegründeten Demokratisch-Republikanischen Partei.
Bei den Kongresswahlen des Jahres 1792 wurde er im damals neu eingerichteten 16. Wahlbezirk von Virginia in das damals noch in Philadelphia tagende US-Repräsentantenhaus gewählt. Dort trat er am 4. März 1793 sein neues Mandat an. In den folgenden Jahren wurde er jeweils bestätigt. Damit konnte er bis zum 3. März 1803 seinen Distrikt im Kongress vertreten. Zwischen 1803 und 1805 repräsentierte er dort den elften Bezirk seines Staates. Während seiner Amtszeit als Abgeordneter für Virginia bezogen die amerikanische Regierung und der Kongress im Jahr 1800 die neue Bundeshauptstadt Washington, D.C. Damals wurden auch der elfte und der zwölfte Verfassungszusatz ratifiziert. Im Jahr 1803 wurde durch den Louisiana Purchase von Präsident Jefferson das amerikanische Hoheitsgebiet im Westen beträchtlich erweitert.
Nach einem Umzug nach Elkton in Kentucky setzte er in seiner neuen Heimat seine politische Laufbahn fort. Bei den Kongresswahlen des Jahres 1810 wurde er für den ersten Distrikt von Kentucky als Nachfolger von Matthew Lyon erneut in den Kongress gewählt. Diesen Bezirk vertrat er für eine Legislaturperiode zwischen dem 4. März 1811 und dem 3. März 1813. In dieser Zeit begann der Britisch-Amerikanische Krieg. Zwischen dem 4. März 1817 und dem 3. März 1819 sowie nochmals vom 4. März 1821 bis zum 3. März 1823 saß New für den fünften Distrikt von Kentucky im Kongress.
Nach seinem endgültigen Ausscheiden aus dem Parlament zog sich Anthony New auf sein Anwesen „Dunheath“ nahe Elkton im Todd County zurück, wo er sich in der Landwirtschaft betätigte. Dort ist er am 2. März 1833 auch verstorben.